# 京釜铁道
京釜铁道（：／；日语：〔〕／）是大韩帝国时期由日本人在漢城府设立的铁路公司，负责建设和管理京釜线，已于1908年解散。

## 历史
- 1898年6月 - 京釜铁道株式会社创立发起人(大江卓、涩泽荣一他250名)募集。
- 1898年7月6日 - 京釜铁道株式会社发起人总会召开。
- 1901年4月10日 - 向递信省大臣原敬递交会社设立申请。
- 1901年6月25日 - 京釜铁道株式会社创立总会。
- 1902年12月30日 - 京釜铁道株式会社改为两合公司。
- 1903年8月11日 - 募集社债四百万日元。
- 1906年3月30日 - 京釜铁道株式会社及京釜线被兼并方案确定[1]。
- 1906年11月29日 - 统监府初次确定以20,016,500日元购买京釜铁道株式会社。
- 1908年3月5日 - 统监府更改以20,123,800日元购买京釜铁道株式会社。
- 1908年7月30日 - 京釜铁道株式会社正式并入至统监府[2]。